# Drummond (Idaho)
Drummond è una città degli Stati Uniti d'America, situata nello Stato dell'Idaho e in particolare nella contea di Contea di Fremont.